# Salso
Salso (zwana również Imera Meridionale) – rzeka na Sycylii o długości 144 km, powierzchnia dorzecza wynosi 2122 km². Wypływa z gór Le Madonie na północy wyspy i uchodzi na południu do Morza Sycylijskiego (Morze Śródziemne). Salso jest najdłuższą rzeką na Sycylii.